# 天主教帕苏丰杜总教区
天主教帕蘇豐杜總教區（拉丁語：Archidioecesis Passofundensis）是羅馬天主教在巴西的一個教省總教區，下轄三個教區。
1951年3月10日成立教區，2011年4月13日升為總教區。位於南大河州北部，2004年有教友366,397人，佔轄區總人口75.0%。教區下轄五十三個堂區，有119名司鐸。現任教區總主教為安多尼·嘉祿·阿爾鐵里。